# ميجيل أنخيل لوبيز جاين
ميجيل أنخيل لوبيز جاين (بالإسبانية: Miguel Ángel López Jaén)‏ مواليد 29 نوفمبر 1982 في إلش، أليكانتي، إسبانيا، هو لاعب كرة مضرب إسباني بدأ مسيرته كمحترف سنة 2000 يلعب باليد اليمنى. أعلى تصنيف له في الفردي كان المركز الـ 173 في سنة 2008.

## روابط خارجية
- ميجيل أنخيل لوبيز جاين على موقع رابطة محترفي التنس (الإنجليزية)
- ميجيل أنخيل لوبيز جاين على موقع الاتحاد الدولي لكرة المضرب (الإنجليزية)
- ميجيل أنخيل لوبيز جاين على موقع خلاصة التنس.كوم (الإنجليزية)